# Drunče
Drunče (německy Druntsch) je obec v okrese Jindřichův Hradec v Jihočeském kraji. Žije v ní 56 obyvatel.

## Historie
První písemná zmínka o obci pochází z roku 1267.

## Obyvatelstvo
| Rok            | 1869 | 1880 | 1890 | 1900 | 1910 | 1921 | 1930 | 1950 | 1961 | 1970 | 1980 | 1991 | 2001 | 2011 | 2021 |
| -------------- | ---- | ---- | ---- | ---- | ---- | ---- | ---- | ---- | ---- | ---- | ---- | ---- | ---- | ---- | ---- |
| Počet obyvatel | 195  | 201  | 187  | 202  | 203  | 188  | 181  | 139  | 150  | 133  | 97   | 67   | 60   | 39   | 51   |
| Počet domů     | 29   | 30   | 30   | 33   | 34   | 39   | 39   | 38   | 36   | 36   | 34   | 38   | 41   | 40   | 42   |

## Obecní správa
Při sčítání lidu v letech 1850–1899 patřila Drunče jako osada obce k Rosičce v okrese Pelhřimov. V letech 1900–1975 byl obcí v okrese Kamenice nad Lipou (1900–1950) a později v okrese Jindřichův Hradec. Od 1. ledna 1976 do 31. prosince 1991 patřila jako část města k Deštné a od 1. ledna 1992 je opět samostatnou obcí.

### Části obce
Obec Drunče se skládá ze dvou částí, které leží v katastrálním území Drunče:
- Annovice
- Drunče

### Obecní symboly
Znak a vlajka byly obci uděleny rozhodnutím předsedy Poslanecké sněmovny Parlamentu České republiky dne 14. prosince 2018.

## Galerie

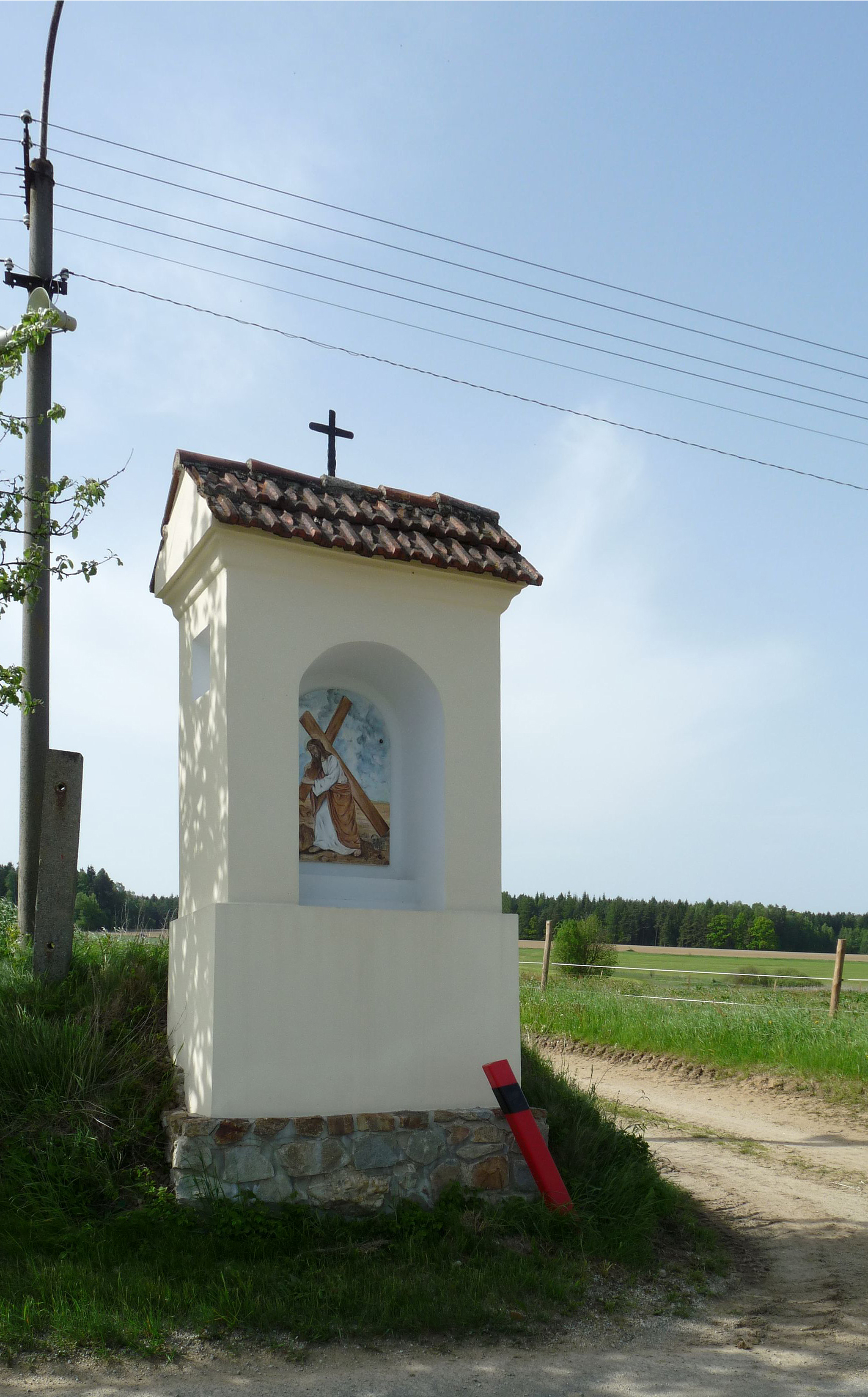
Kaplička
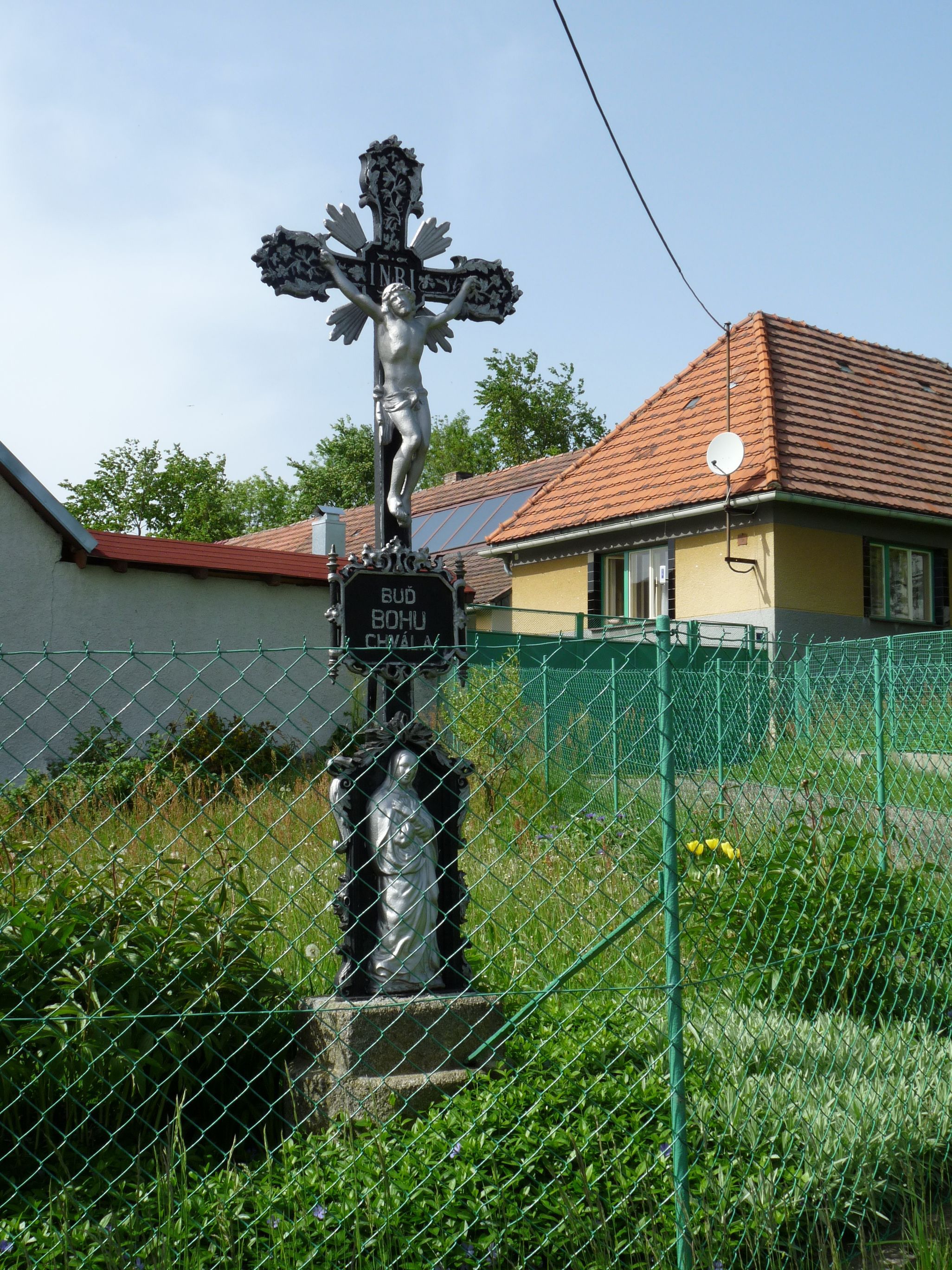
Křížek
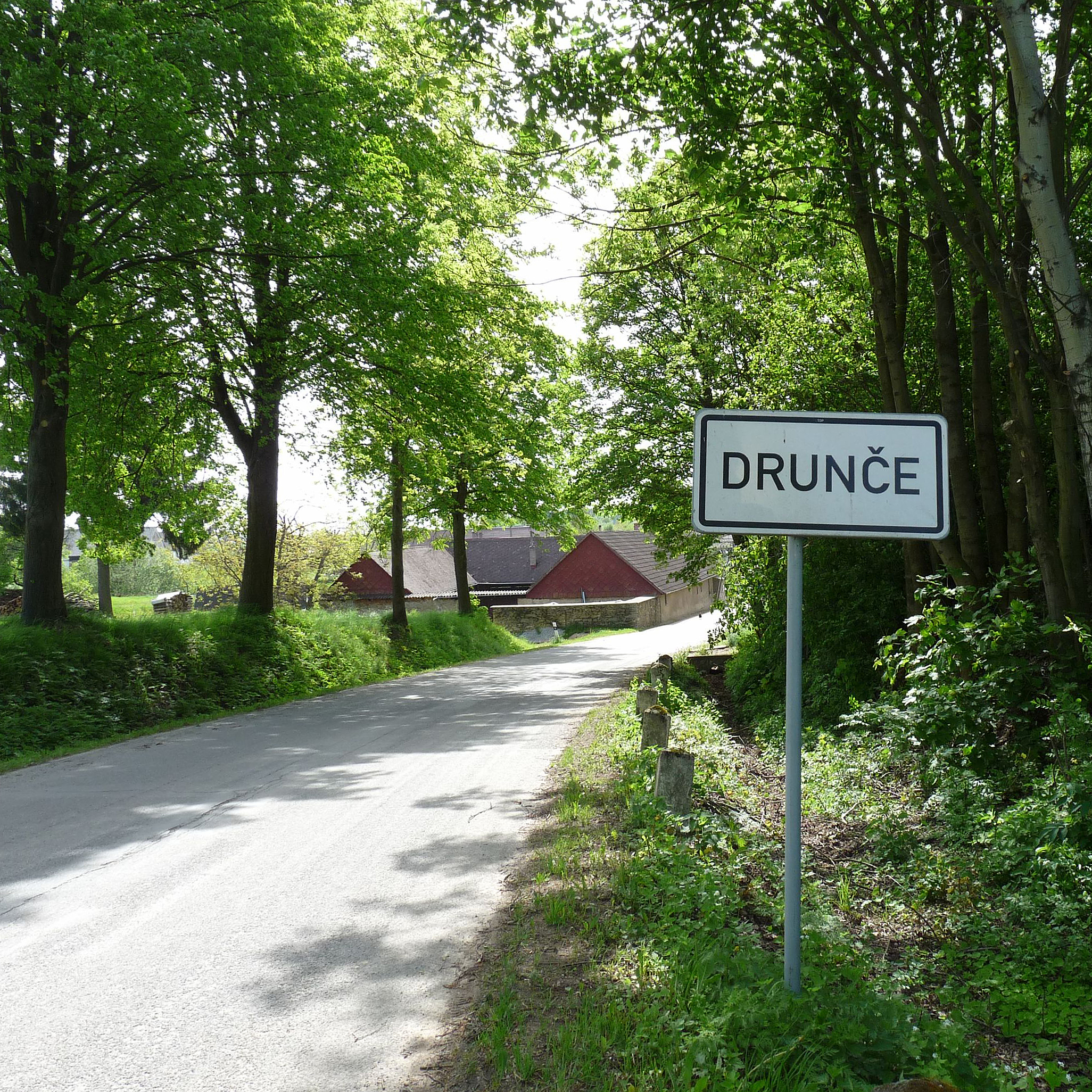
Začátek obce
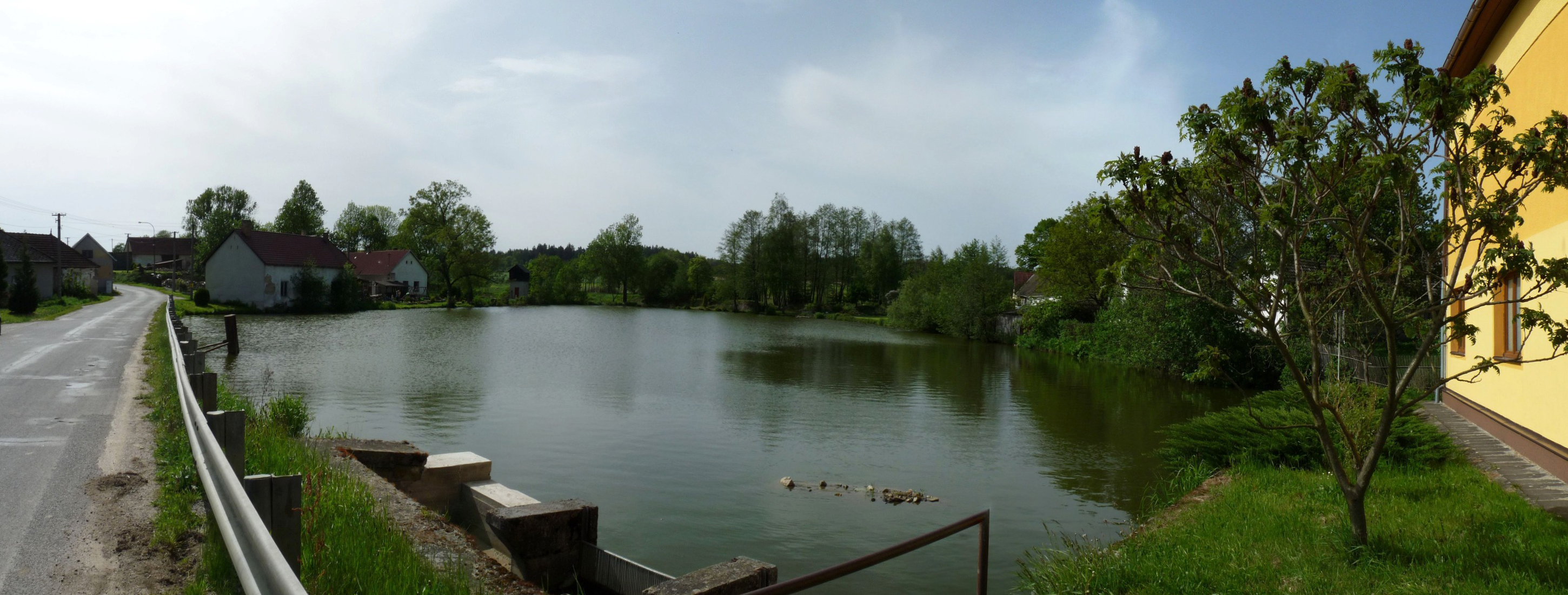
Rybník